# Charles II. d’Albret
Charles II. d’Albret (* 1407; † 1471) aus dem Haus Albret war Sire d’Albret, Graf von Dreux, Vicomte de Tartas und Seigneur d’Orval. Er war der Sohn des Connétable Charles I. d’Albret und Marie de Sully, und durch seine Ehe mit Anne d’Armagnac der Schwiegersohn von Bernard VII. d’Armagnac, genauso wie Charles de Valois, duc d’Orléans.
Charles II. d’Albret wurde Mitglied des Conseil royal des Königs Karl VII., der ihn zu seinem Stellvertreter im Berry ernannte. Er kämpfte an der Seite von Jeanne d’Arc und half dem Connétable Arthur de Richemont (der wiederum sein Schwiegersohn war) bei der Verhaftung Pierre de Giacs, des Liebhabers der Königin Isabeau.
Aus seiner am 28. Oktober 1417 geschlossenen Ehe mit Anne d’Armagnac hatte er sieben Kinder:
1. Jean, † 1468, Vicomte de Tartas; ⚭ Catherine de Rohan, † nach 1471, Tochter von Alain IX. de Rohan (Stammliste der Rohan)
2. Louis, † 1465, Bischof von Cahors, Bischof von Aire, 1461 Kardinal
3. Arnaud-Amanieu, † 1463, Baron de Lesparre etc.; ⚭ Isabelle de la Tour, † 1488, Tochter von Bertrand V. de La Tour, Graf von Auvergne und Boulogne (Haus La Tour d’Auvergne)
4. Charles, † 1473; ⚭ Marie d’Astarac, Tochter von Jean II., Graf von Astarac
5. Gilles, 1479 bezeugt, Seigneur de Castelmoron
6. Marie, † nach 1485; ⚭ Charles de Bourgogne, 1415 Graf von Nevers und Rethel, † 1464 (Haus Burgund)
7. Jeanne, † 1444, 1422 Comtesse de Dreux; ⚭ Arthur de Richemont, 1457 Herzog von Bretagne, † 1458 (Haus Frankreich-Dreux)